# Merab Valiyev
Merab Muradovych Valiyev –en ucraniano, Мераб Мурадович Валієв– (Ajalgori, 13 de septiembre de 1970) es un deportista ucraniano de origen georgiano que compitió en lucha libre.
Ganó una medalla de plata en el Campeonato Mundial de Lucha de 1993 y cuatro medallas en el Campeonato Europeo de Lucha entre los años 1993 y 1996.

## Palmarés internacional
| Campeonato Mundial | Campeonato Mundial  | Campeonato Mundial | Campeonato Mundial |
| Año                | Lugar               | Medalla            | Categoría          |
| ------------------ | ------------------- | ------------------ | ------------------ |
| 1993               | Toronto (Canadá)    | Medalla de plata   | 130 kg             |
| Campeonato Europeo |                     |                    |                    |
| Año                | Lugar               | Medalla            | Categoría          |
| 1993               | Estambul (Turquía)  | Medalla de plata   | 130 kg             |
| 1994               | Roma (Italia)       | Medalla de oro     | 130 kg             |
| 1995               | Friburgo (Alemania) | Medalla de plata   | 130 kg             |
| 1996               | Budapest (Hungría)  | Medalla de bronce  | 130 kg             |